# Großenhainer Pflege
Die Großenhainer Pflege ist ein Naturraum in Sachsen, dessen bedeutendster Ort die Stadt Großenhain ist. Der vor allem agrarwirtschaftlich beherrschte Naturraum ist überwiegend durch fruchtbaren Lößboden bedeckt.

## Geologie und Geomorphologie
Geologisch findet in ihm ein Übergang vom im Süden gelegenen Mittelgebirge und Hügelland zum Tiefland Nordsachsens statt. Das Grundgebirge setzt sich aus dem Meißner Granitoidmassiv im Südwesten und dem Lausitzer Grauwackenkomplex im Nordosten zusammen. Dieser Intrusivkomplex besteht überwiegend aus Monzonit, Granodiorit, Monzogranit und weiteren dioritischen Gesteinstypen. Er bildet ein Hochland zwischen Meißen und Großenhain mit aufliegenden tertiären Verwitterungsresten und Höhen über 200 m. Die nordöstliche Großenhainer Pflege wird von Grauwackekuppen mit 160 bis 170 m Höhe geprägt. Ein deutlich ausgeprägtes Kuppenrelief hat sich vor allem im Raum Schönfeld und Thiendorf sowie bei Sacka und Würschnitz entwickelt. Pleistozäne Ablagerungen haben Mächtigkeiten zwischen wenigen Dezimetern und 40 Metern. Zu nennen sind Schotter und Moränenplatten, Endmoränenrücken und Flugsedimentablagerungen. Den markanten Abschluss der Großenhainer Pflege nach Norden bilden die Endmoränenzüge südlich von Hirschfeld und Ortrand. Nach Osten nimmt der sandige Charakter zu und der Naturraum geht fließend in die Königsbrück-Ruhlander Heiden über.

## Klima
Klimatisch ist der Naturraum sowohl vom Elbetal als auch vom Oberlausitzer Berg- und Hügelland beeinflusst. In der Hauptwetterrichtung auf der Leeseite des Elbhanges gelegen ist das Gebiet ärmer an Niederschlägen als die Umgebung.

## Vegetation
Die potentielle natürliche Vegetation sind Waldlabkraut-Hainbuchen-Eichenwälder bis hin zum Kiefern-Eichenwald.